# Marmaschen

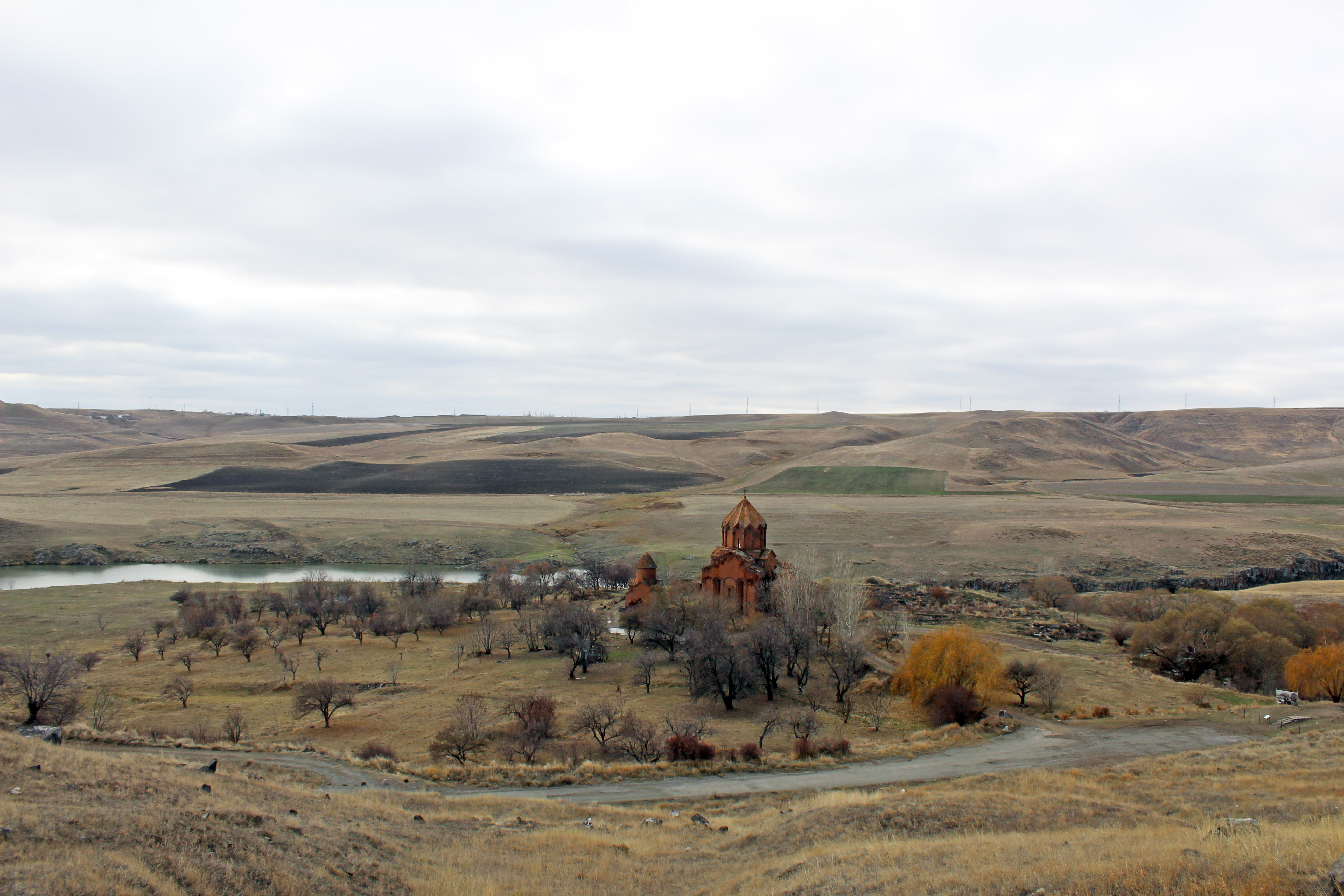
Drei der Klosterkirchen im Tal des Achurjan von Osten

Marmaschen (armenisch Մարմաշեն), auch Marmashen Vank, ist ein ehemaliges Kloster in der nordwestarmenischen Provinz Schirak in der Nähe der Stadt Gjumri. Überwiegend erhalten blieben drei Kreuzkuppelkirchen aus dem 11. Jahrhundert. Hinzu kommen die Ruinen von zwei weiteren Kirchen aus dieser Zeit und Spuren eines Gawits aus dem 13. Jahrhundert. Die besondere Qualität der Bauplastik verweist auf die Schule der damaligen armenischen Hauptstadt Ani.

## Lage
Koordinaten: 40° 50′ 33,7″ N, 43° 45′ 20,8″ O
Das Kloster Marmaschen liegt in einem malerischen Tal des Achurjan (Axurean), eines linken Nebenflusses des Aras wenige Kilometer von der türkischen Grenze entfernt. Die Nebenstraße nach Amasia, die in der Stadt Gjumri von der nach Georgien führenden M1 in nordwestlicher Richtung abzweigt, führt durch ein Flachland mit Getreide- und Kartoffelfeldern und passiert nach acht Kilometern das linker Hand gelegene Dorf Marmaschen. Zwei Kilometer weiter, im nächsten Dorf Vahramberd, zweigt in einem spitzen Winkel nach links ein Fahrweg ab, der zunächst auf der Höhenlage zurück nach Süden auf das Dorf Marmaschen zuhält und dann in einigen Serpentinen ins Tal führend nach 2,5 Kilometern das Kloster erreicht. Die direkte Entfernung zwischen dem Kloster und dem gleichnamigen Dorf beträgt weniger als einen Kilometer.
Während die felsigen und im Sommer trockenen Hänge von Rindern abgeweidet werden, erstreckt sich in der Talsohle ein oasenartiger Streifen mit grüner Vegetation durch oberflächennahes Grundwasser. Die Klostergebäude sind von Bäumen umgeben, etwas flussaufwärts reicht eine Plantage mit Apfelbäumen bis an den Fluss, der sich hier in eine enge Felsschlucht eingeschnitten hat. Rund 100 Meter unterhalb des Klosters wird der Fluss, der in einem Bogen im Westen um das Kloster fließt, an einem kleinen Damm aufgestaut.
Das Dorf Marmaschen mit 2155 Einwohnern nach der amtlichen Statistik vom Januar 2012 liegt auf der Ebene oberhalb des Klosters. Der Ort existiert spätestens seit Anfang des 20. Jahrhunderts. Er besteht aus landwirtschaftlichen Gehöften mit Gemüsegärten, Rinderställen und am Rand einer Siedlung mit alten Behelfsunterkünften, die für Obdachlose des Erdbebens von Spitak 1988 aufgestellt worden waren.
In der Bronzezeit (3. Jahrtausend v. Chr.) stellte das Tal des Achurjan nordwestlich von Gjumri eine alte Verkehrsroute dar. Frühbronzezeitliche Siedlungen wurden unter anderem bei Gjumri, Marmaschen, Vahramaberd, Horom und Haritsch (Haritschawank) entdeckt. Die Urartäer legten im 1. Jahrtausend v. Chr. eine Reihe von Festungen bis zur Ebene von Tsaghkahovit südöstlich von hier an. Inschriften des urartäischen Königs Argišti I. (reg. etwa 785–753 v. Chr.) wurden in Spandarian (bei Artik) und am Felshang unterhalb des Dorfes Marmaschen gefunden.

## Geschichte

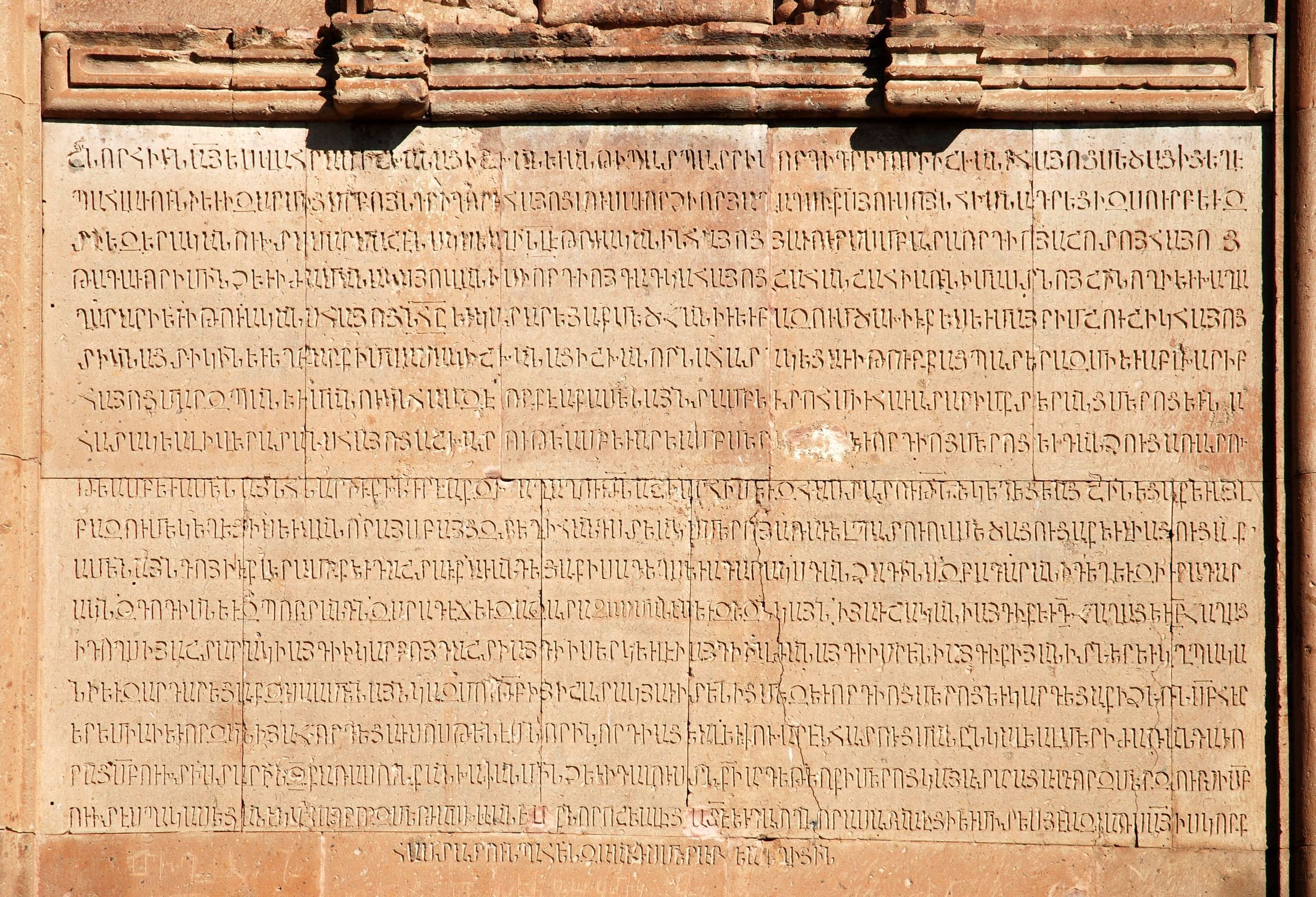
Armenische Gründungsinschrift aus dem Jahr 1029 unter dem Fenster an der Südfassade der Hauptkirche. Von Wahram Pahlawuni „mit großer Mühe und vielen Kosten erbaut“.

Im 9. Jahrhundert nutzten die Bagratiden eine Schwäche des arabischen Kalifats von Bagdad, das bis dahin die Oberherrschaft über Nordarmenien ausgeübt hatte, und krönten Aschot I. zum ersten armenischen König der Bagratidendynastie, die nun von Ani aus regierte. Mit der darauf folgenden wirtschaftlichen Blütezeit entstanden im 10. Jahrhundert einige Klöster, die als befestigte Stützpunkte der armenischen Fürsten fungierten. Die Gebäude der ersten Anlagen gruppierten sich um relativ kleine ummantelte Kreuzkuppelkirchen, deren kreuzförmiger Grundplan in das Rechteck der Außenwände eingeschlossen ist. Ihr Vorbild war die 911 datierte, heute in Ruinen liegende Kirche von Karkop in der Provinz Wajoz Dsor. Um die Mitte des 11. Jahrhunderts entstanden Ensembles von Nebengebäuden um eine größere zentrale Kirche, etwa in den Klöstern Sanahin, Tatew, in Marmaschen, das durch seine Lage im fruchtbaren Achurjan-Tal besonders begünstigt war, in Chtsgonk und Horomos (die beiden letztgenannten in der heutigen türkischen Provinz Kars). Die Klöster waren zugleich kulturelle Zentren und Verteidigungsanlagen an den Rändern des Herrschaftsbereichs.
Der Ausbau von Marmaschen von einer frühchristlichen Kapelle zu einem Kloster wird auf Gagik I. (904–937) zurückgeführt. Unter seinem späteren Nachfolger Smbat II. (reg. 977–989) wurde die große Kathedrale von Ani fertiggestellt und laut Angabe des Historikers Samuel von Ani in Marmaschen ein einzelnes Gebäude in den Jahren 989 bis 994. Die Kathedrale (Katoghike) von Marmaschen wurde nach einer 1029 datierten Inschrift an der Südfassade in diesem Jahr eingeweiht. Aus der Inschrift geht hervor, dass Prinz Wahram Pahlawuni (967–1046), der Führer (Sparapet) der Armee des Königs von Ani, das Kloster erbaute, wobei keine Angaben zu den vorher bereits vorhandenen Gebäuden gemacht werden. Die Pahlawunis wählten Marmaschen als Bestattungsort ihrer Familie. Die Pahlawuni-Dynastie war ein Zweig der Bagratiden, mit denen sie um die Macht im Königreich stritten. 1041 gelang es Wahram, die Ani angreifenden byzantinischen Truppen abzuwehren, bevor diese 1045 doch die Stadt eroberten.

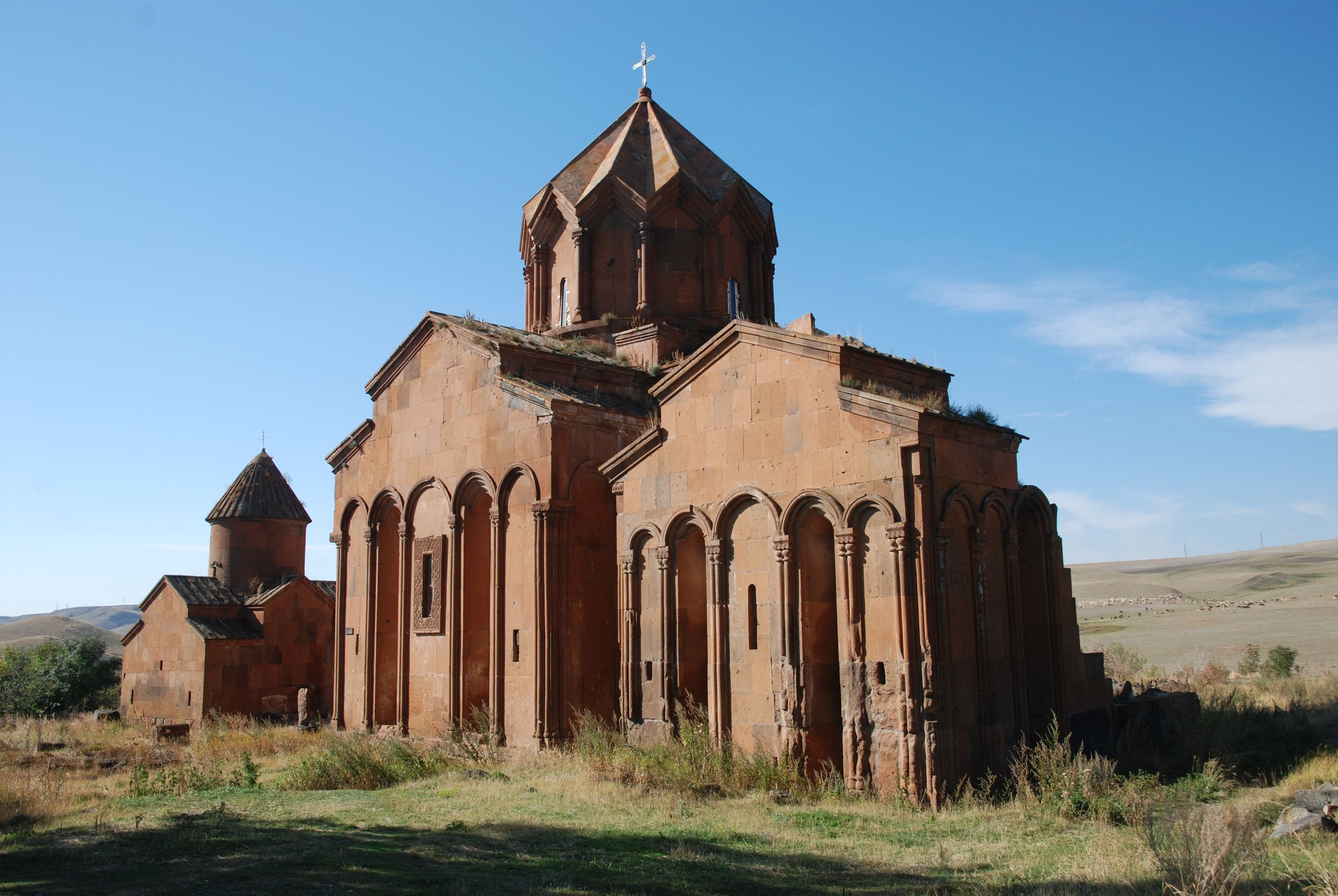
Von Nordosten: links St.-Petros-Kirche, Mitte Hauptkirche Katoghike und rechts die Ruine der Muttergotteskirche.

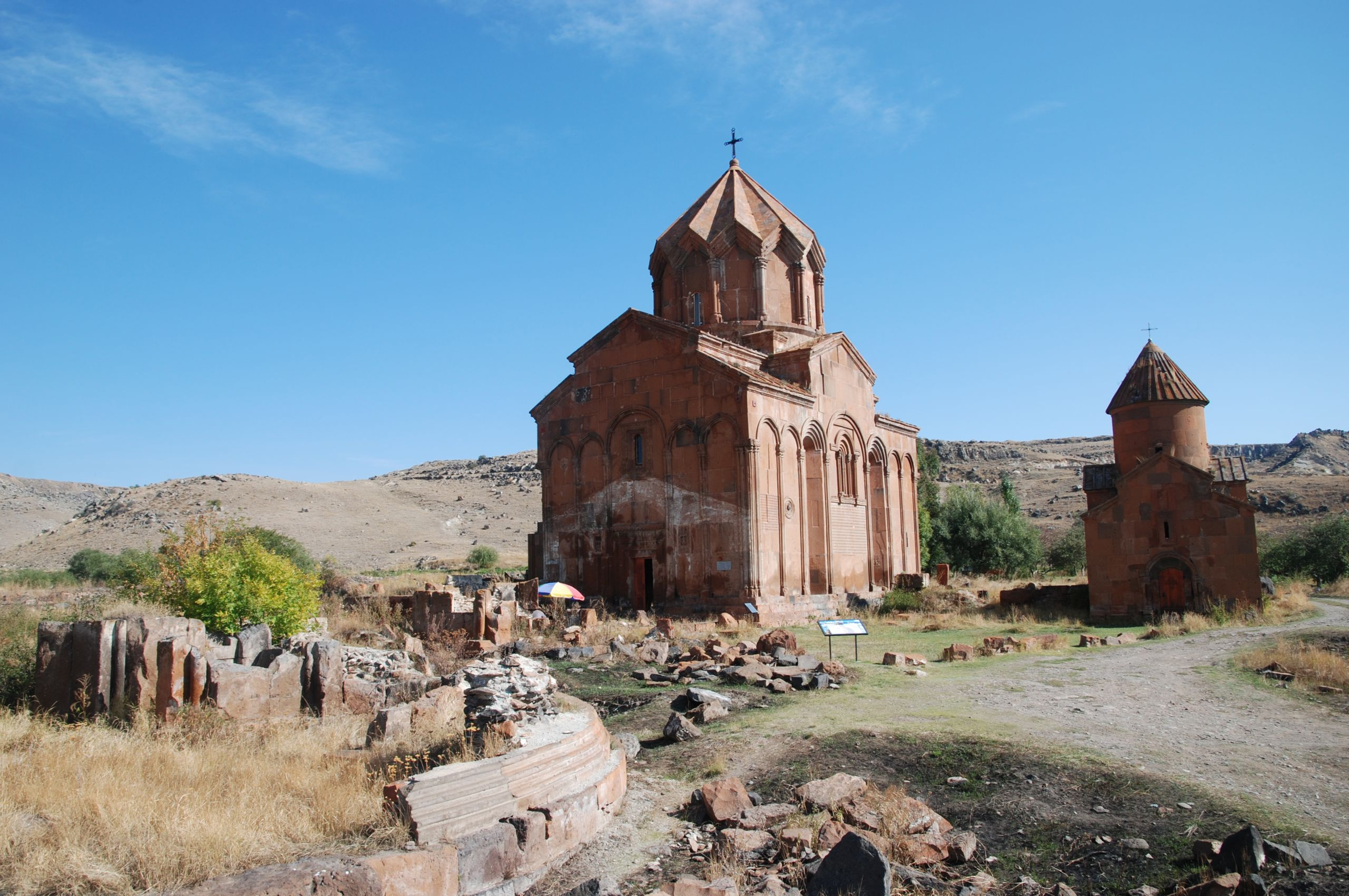
Von Westen: links Grundmauern der Rundkirche, Lage des Gawit vor der Westwand der Hauptkirche, rechts St.-Petros-Kirche. Die Ruine der Muttergotteskirche ist hinter der Hauptkirche verborgen.

Wenig später fiel Ani an die Rumseldschuken, die 1064 das Kloster Marmaschen plünderten. In der ersten Hälfte des 13. Jahrhunderts regierte die Fürstendynastie der Zakariden als Vasallen der georgischen Könige in der Region, bis sie 1236 den Mongolen tributpflichtig wurden. Eine Inschrift an der Nordwand der Kathedrale erwähnt die Restaurierung des Klosters durch Erzbischof Grigor und seinen Bruder Gharid, Enkel von Wahram, im Jahr 1225. Sie enthält ferner Angaben über die Art der Geschenke – von Einrichtungs- und Kultgegenständen bis zu Feldern und Dörfern, die Spender dem Kloster zukommen ließen. In der unruhigen Zeit zwischen 1220 und 1403 durchlitt die Bevölkerung insgesamt 15 Überfälle der Mongolen. Weitere Einfälle von kurdischen Kriegsherren, Seldschuken und nachfolgend Osmanen sowie Erdbeben in den Jahren 1139, 1275, 1668 und 1926 zerstörten nach und nach die Umfassungsmauern und die Nebengebäude, die nicht mehr instand gesetzt wurden, bis schließlich nur eine Pfarrkirche übrig blieb.
Erst 1888 begannen auf Veranlassung des Katholikos Mkrtitsch Chrimjan begrenzte Instandsetzungsmaßnahmen, bei denen man einige Steinquader austauschte und das Schirmdach der Hauptkirche veränderte. Der britische Reisende Henry Finnis Blosse Lynch (1862–1913) berichtete über den desolaten Zustand der Kirchen. Er fand die Gebäude ungepflegt, von Trümmern umgeben und von Gebüsch eingewachsen, dafür sah er Apfelplantagen in der Nähe. Auf einer Abbildung in seinem 1901 veröffentlichten Reisebericht ist zwar das Schirmdach der Hauptkirche vorhanden, die abseits stehende kleinere St.-Petros-Kirche ist dagegen stark zerfallen. Eine Abbildung im Reisebericht Josef Strzygowskis, der Marmaschen 1913 besuchte, zeigt denselben Zerstörungsgrad der beiden kleineren Kirchen. Als die Türken 1920 Alexandropol, das heutige Gjumri, eroberten, sollen sie Berichten zufolge das Kloster geplündert haben.
In der sowjetischen Zeit nach 1945 wurden einige Restaurierungen durchgeführt. Zwischen 1950 und 1954 wurden die Tuffsteine am Dach der Kathedrale vollständig durch neue Steinplatten ersetzt. Bei weiteren Arbeiten bis 1957 kamen etliche Mauerreste von Nebengebäuden zum Vorschein. Der damaligen Restaurierungspraxis folgend glättete man das neu eingesetzte Material weniger sorgfältig, um es vom originalen Bestand unterscheiden zu können. In den 1990er Jahren begannen italienische Restauratoren in Marmaschen und an anderen Baudenkmälern in der Region, die 1988 durch das Erdbeben von Spitak verursachten Schäden zu untersuchen und nachfolgend zu beheben. Die Westfassade der Hauptkirche hatte durch das Erdbeben die Verbindung zur Nord- und Südwand teilweise eingebüßt, des Weiteren durchzog ein breiter Riss die Kuppel. Das Team des Centro Studi e Dokumentazione della Cultura Armena (CSDCA) brachte Stahlseile ein, um die Zugkräfte an den Wänden und der Kuppel aufzufangen, ersetzte herausgefallene Steine im Mauerwerk und füllte die Risse mit Mörtel.

## Klosteranlage
Gut erhalten sind die Hauptkirche Katoghike im Zentrum der Anlage und die kleinere St.-Petros-Kirche („Südliche Kirche“) einige Meter südlich. Die im Norden an die Hauptkirche angrenzende Muttergotteskirche (Surb Astvatsatsin, „Nördliche Kirche“) ist teilweise zerstört. Von der vierten Kirche, einer Rundkirche im Westen („Westliche Kirche“) blieben lediglich die Grundmauern erhalten. Etwa 150 Meter nördlich dieser Gruppe steht noch ein Mauerrest einer fünften Kirche. In den 1950er Jahren wurden Teile der Festungsmauer freigelegt, die einst das Kloster umgab. Der Name Marmaschen soll von Marmaraschen („aus Marmor gefertigt“) korrumpiert sein, obwohl kein Marmor, sondern ausschließlich rosafarbener vulkanischer Tuff verwendet wurde.
Der „Schule von Ani“ werden weitere Bauten überwiegend um Ani und in der heutigen Region Schirak stilistisch zugeordnet, darunter neben Marmaschen die Klosterkirche von Argina (jenseits der türkischen Grenze), die Kirchen Taylar in der Nähe des Klosters Horomos, Schirakawan 25 Kilometer nordöstlich von Ani und Makaravank bei Pemzaschen.

### Katoghike

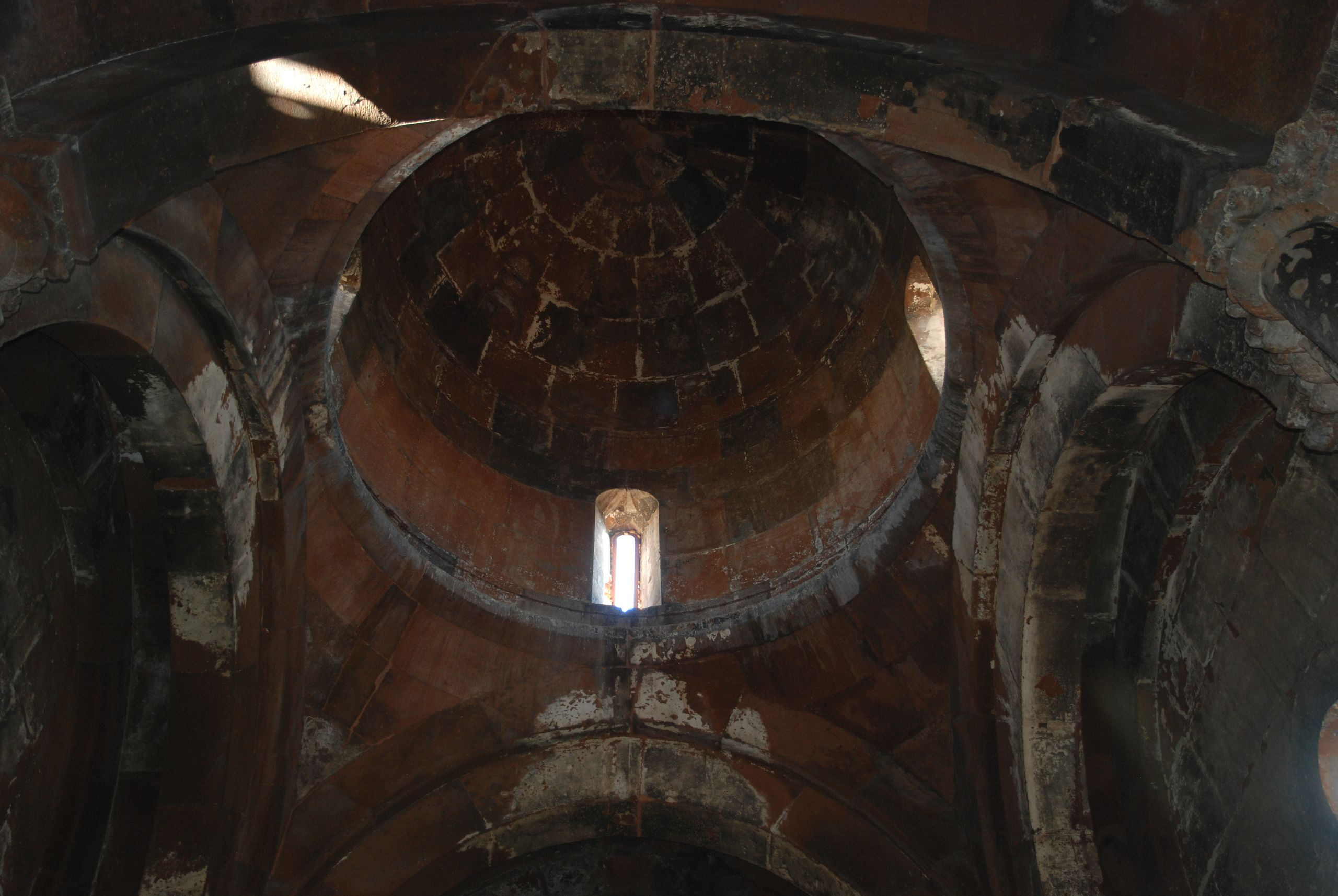
Übergang zum Tambour durch Pendentifs.

Die vermutlich 1029 vollendete Hauptkirche Katoghike, auch Surb Stepanos (Sankt Stephanus), ist eine rechteckig ummantelte Kreuzkuppelkirche, bei welcher die Lage der halbrunden Altarapsis sowie der Seitenarme im Norden und Süden durch breite V-förmige Nischen an den Außenwänden gekennzeichnet ist. Vier in den einschiffigen Raum vorkragende, mehrgliedrige Wandpfeiler, von denen die beiden östlichen sehr nahe an der Apsis stehen, sind untereinander durch Gurtbögen verbunden. Hierauf ruht der innen runde und außen zwölfeckige Tambour. Diese Konstruktion zählt zu den archaischen Kuppelhallen, deren bedeutendste Vorläufer aus dem 7. Jahrhundert mit den Ruinen von Arutsch und Ptghni erhalten blieben. In den Ecken sorgen Pendentifs für den Übergang vom Quadrat zum Grundkreis des Tambours. Der untere Bereich der Apsisrückwand ist durch eine Blendarkadenreihe gegliedert, zwischen denen abgetreppte Nischen eingetieft sind. Die Wandecken seitlich der Apsis sind durch rechteckige Nebenräume mit hufeisenförmigen Apsiden ausgefüllt. Sie sind von den Seiten der Apsis zugänglich. Der einzige Eingang liegt in der Westseite.

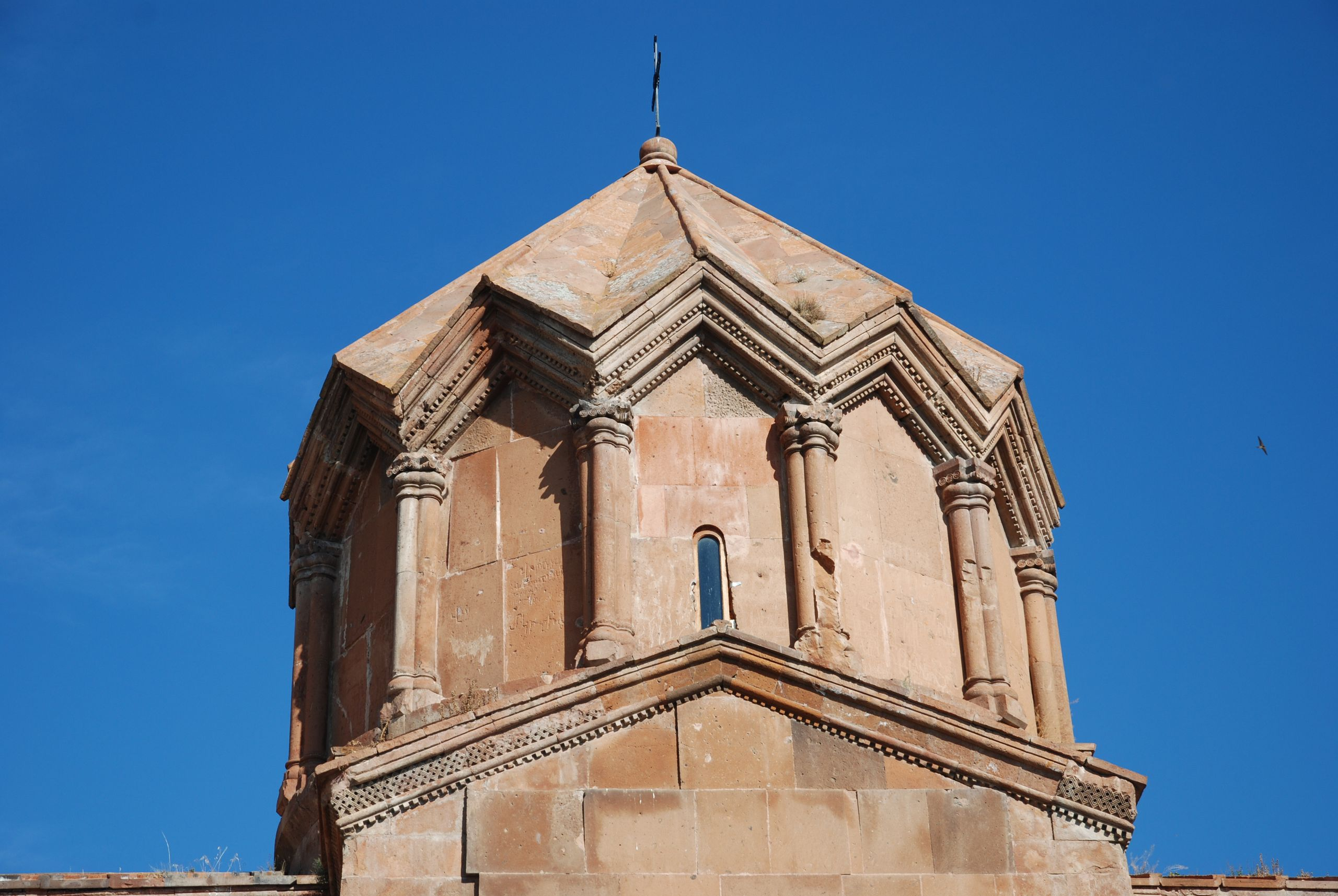
Schirmdach über der Kuppel.

Außen überragt ein Schirmdach die Zentralkuppel. Dessen gezackte, mehrstufige Traufkante sitzt mit den unteren Ecken auf dreigliedrigen Säulenbündeln, welche die zwölf Wandflächen des Tambours voneinander abgrenzen. Fenster befinden sich lediglich in den vier Haupthimmelsrichtungen, die übrigen Wandflächen sind ungegliedert, wodurch die beiden Zackenleisten an den Traufkanten und die aus Tori und Walzen zusammengesetzten Kapitelle umso deutlicher plastisch hervortreten. Eine entsprechende Gliederung besitzen die Tamboure der Katoghike-Kirche von Amberd (Surb Astvatsatsin, datiert 1026) desselben Auftraggebers und die Sergiuskirche des Klosters Chtsgonk.
Um alle Außenwände führt eine Blendarkatur, deren Bögen über die Dreiecksnischen und die Fenster in den zentralen Feldern etwas erhöht hinwegführen. In der Südfassade befindet sich ein von dreigliedrigen Säulenbündeln eingerahmtes Rundbogenfenster, in der Nord- und Westfassade sind Rechteckfenster durch breite rechteckige Einfassungen verziert, die ein feingliedriges Ornament mit vegetabilen Kreisformen und Hakenkreuzstegen beinhalten. Das Wandfeld unter dem Südfenster wird in der gesamten Breite von der Inschrift des Fürsten Wahram eingenommen. Zur Gestaltung des rechteckig mit einem Zahnschnitt-Friesband umrahmten Portals im Westen gehört ein Sturzstein mit Palmetten und Knopfbändern. Die Hauptkirche wird für Gottesdienste genutzt.
An der Westwand zeichnet sich die Dachform eines Vorbaus ab. Hier stand ein quadratischer Gawit mit vier zentralen Säulen, der wahrscheinlich im 13. Jahrhundert errichtet wurde und als Bestattungsort für Wahram, seine Frau Sophia und andere Mitglieder der Pahlawuni-Dynastie diente. Ein Gedenkstein vom Ende des 19. Jahrhunderts an der Nordostecke des einstigen Gawits soll das Grab Wahrams markieren.

### Muttergotteskirche
Dicht an der Nordwand der Hauptkirche steht die nur noch teilweise erhaltene Muttergotteskirche (Surb Astvatsatsin), die in kleinerem Maßstab eine Wiederholung der Stephanuskirche darstellt und vermutlich in derselben Zeit entstand. Der Tambour und große Teile der Nord- und Westfassade sind verschwunden, das verbleibende Mauerwerk ist vor dem weiteren Verfall gesichert. Der Tambour war kreisrund und besaß ein Kegeldach. Die Blendarkatur ist ebenfalls eine verkleinerte Version derjenigen an der Hauptkirche.

### St.-Petros-Kirche

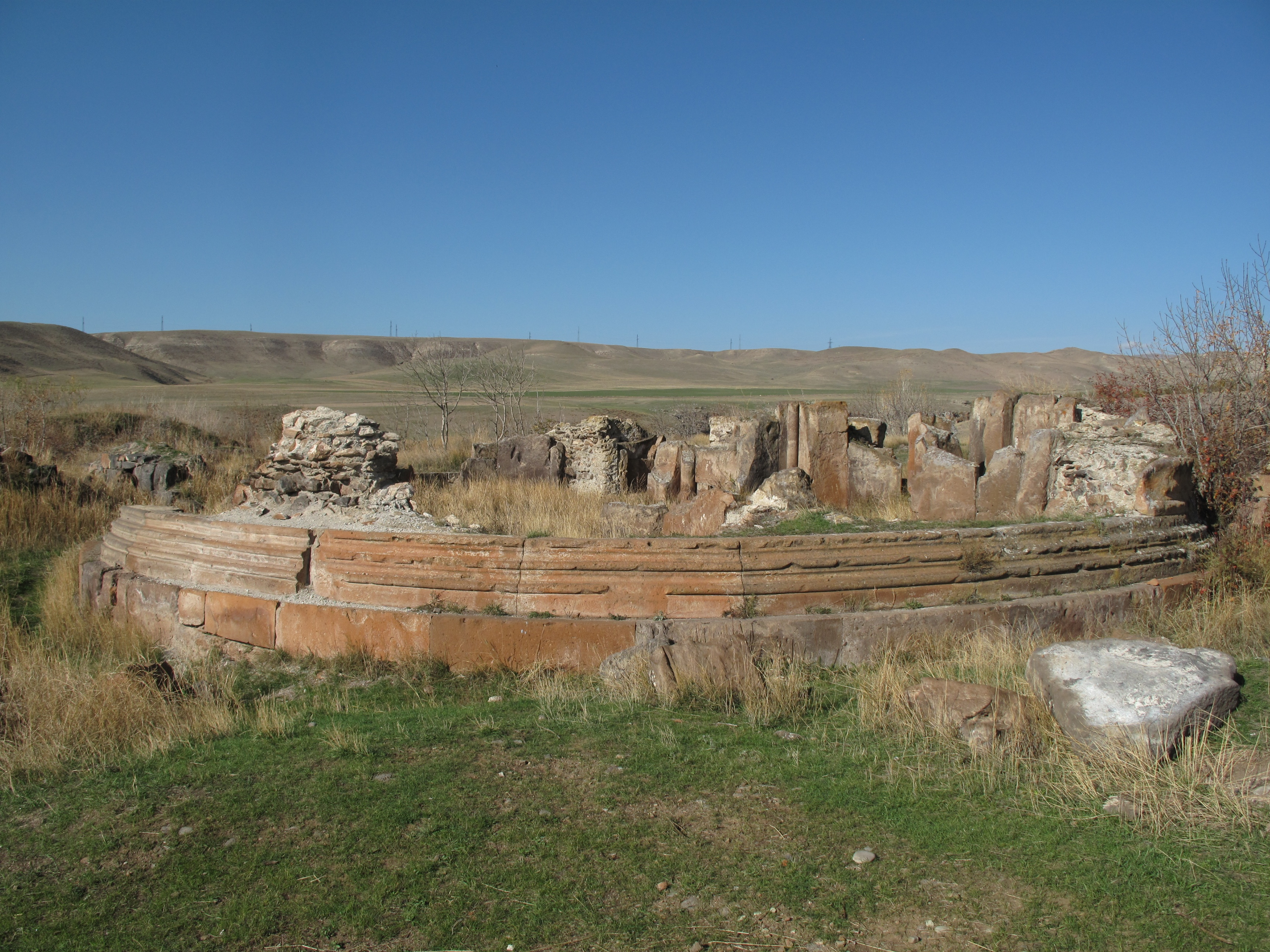
Rundkirche

Das im Süden separat stehende Gotteshaus ist eine Kreuzkuppelkirche, deren kreuzförmiger Grundriss in einem Rechteck von vier geraden Außenwänden eingeschlossen ist. Die vier Ecken werden von tonnenüberwölbten rechteckigen Nebenräumen mit jeweils halbrunden Apsiden ausgefüllt. Die Dachflächen überragt ein relativ hoher zylindrischer Tambour mit Kegeldach. Bis auf ein nachträglich angebrachtes, rechteckiges Relieffries um den Fensterschlitz an der Westseite sind die Fassaden nahezu schmucklos. Lediglich der einzige Eingang im Westen wird durch einen plastisch hervortretenden Rundbogen über seitlichen Doppelwandsäulen betont. Es ist die vermutlich älteste Kirche des Ensembles, auf die sich der Historiker Samuel aus Ani beziehen könnte.

### Rundkirche
Von der Rundkirche im Westen blieben die getreppte Sockelzone und teilweise die untere Steinreihe der Außenwand mit einem dreifach abgestuften Wulstprofil erhalten. Demnach handelte es sich um einen kreisförmig ummantelten Tetrakonchos mit vier rechteckigen Nebenräumen. Der Zugang lag im Westen. Der Grundriss entspricht der Sergiuskirche (Surb Sargis) von Chtsgonk, die nach Angabe des Historikers Samuel von Ani 1029 erbaut wurde. Dieselbe Datierung wird für diese Rundkirche angenommen. Es bestehen Zweifel, ob sie jemals fertiggestellt wurde.
Eine rechteckige Mauerstruktur zwischen der Rundkirche und den Resten des Gawit wird als Mausoleum interpretiert.

### Kapelle

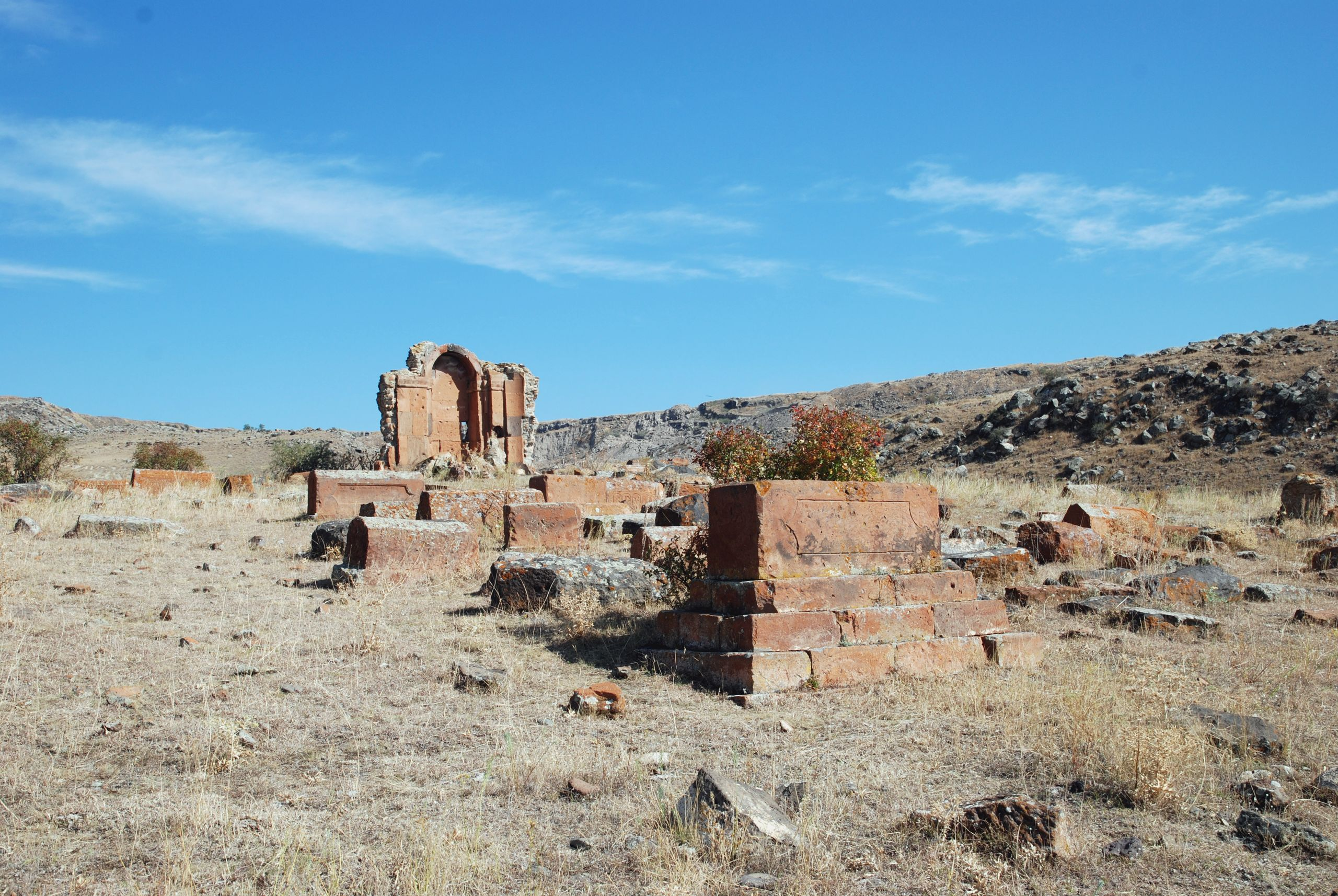
Mauerrest der Kapelle und Friedhof

Auf dem Hügel weiter nördlich stehen die Reste einer Kapelle mit einem kreuzförmigen, nicht ummantelten Grundriss. Sie entstand wahrscheinlich zeitgleich mit den anderen Kirchen und besaß einen zylindrischen Tambour und eine Kuppel. Von ihr ist ein Teil der Nordwand mit einem Gurtbogen erhalten. Um die Ruine liegen einige Fragmente mittelalterlicher Chatschkare verstreut. Die meisten der großen Grabsteine bei der Ruine stammen aus dem 19. Jahrhundert.